# Tephronia aethiopica
Tephronia aethiopica là một loài bướm đêm trong họ Geometridae.